# Kathalijne Buitenweg
Kathalijne Maria Buitenweg (Rotterdam, 27 maart 1970) is een Nederlandse bestuurder en voormalig GroenLinks-politica. Sinds 1 juni 2021 is zij staatsraad in de Afdeling advisering van de Raad van State.
Van 23 maart 2017 tot 31 maart 2021 was ze lid van de Tweede Kamer der Staten-Generaal en van 20 juli 1999 tot 14 juli 2009 lid van het Europees Parlement. Van 1 oktober 2012 tot 23 maart 2017 was ze lid van het College voor de Rechten van de Mens.

## Loopbaan voor de politiek
Tussen 1982 en 1987 was Buitenweg lid van het bestuur van de jeugdorganisatie van het Nivon. Na het afronden van haar vwo in 1989 studeerde Buitenweg geschiedenis aan de Universiteit van Amsterdam, waar ze zich specialiseerde in Europese Studies en Amerikanistiek. In 1991 werd ze lid van het bestuur van het Europees Coördinatiebureau van Internationale Jongerenorganisaties, vanuit de jongerenorganisatie van het Nivon. In 1993 werd ze vicevoorzitter, wat ze zou blijven tot 1995. Tussen 1993 en 1994 was ze daarnaast medewerker van de Internationale Jonge Natuurvrienden. In 1994 studeerde ze af. Tussen 1994 en 1995 werkte ze als stagiaire bij het Directoraat Generaal 10 van de Europese Commissie en was ze lid van de stuurgroep van de Europese Jeugdcampagne tegen racisme, xenofobie, antisemitisme en intolerantie, een initiatief van de Raad van Europa.
In 1995 ging Buitenweg voor de GroenLinks-delegatie in het Europees Parlement werken als fractiemedewerker. In 1997 deed ze naast haar baan een cursus marketing bij het Nederlands Instituut voor Marketing. In 1998 werd ze fractiemedewerker bij de Tweede Kamerfractie van GroenLinks.

## Politieke loopbaan
In 1999 werd ze gekozen als lid van het Europarlement. Van 1999 tot 2004 was ze lid van het budgetcomité, het comité Burgerlijke vrijheden, justitie en binnenlandse zaken en de delegatie naar Zuid-Afrika.
In 2004 werd ze verkozen tot lijsttrekker bij de Europese verkiezingen van 2004 en dus politiek leider van GroenLinks in Europa. Voor het congres was alleen de huidige delegatievoorzitter Joost Lagendijk verkiesbaar. Lagendijk had in 1999 de partij tot een historische verkiezingsoverwinning geleid. Hoewel ze aanvankelijk had gezegd deze positie niet te ambiëren, stelde Buitenweg zich enkele minuten voor de stemming pas verkiesbaar, nadat een motie door het congres was aangenomen die enkelvoudige voordrachten voor het lijsttrekkerschap afwees. Het partijcongres koos voor Buitenweg boven Lagendijk. Buitenweg was zo onvoorbereid op de overwinning dat ze overwinningsspeech van Lagendijk voorlas. Bij de verkiezingen hield GroenLinks slechts twee van de vier zetels over.
Ook in de tweede periode zat ze in het comité Burgerlijke vrijheden, justitie en binnenlandse zaken van het Europees Parlement, de budgetcommissie. Daarnaast was zij plaatsvervangend lid van de milieucommissie. Ook was zij lid van het tijdelijk comité Beleidsverandering en budgettaire middelen in de vergrote Unie. Daarnaast is ze lid van de delegatie naar de Verenigde Staten en vervanger van de delegatie naar de Volksrepubliek China. Aan het begin van de periode speelde Buitenweg een belangrijke rol in de oppositie van het Europees Parlement tegen kandidaat-Eurocommissaris Rocco Buttiglione. In 2006 was ze lid van de tijdelijke onderzoekscommissie naar CIA-activiteiten in Europa. In het Europees Parlement richtte Buitenweg zich met name op antidiscriminatiewetgeving, drugsbeleid, homo-emancipatie en burgerlijke vrijheden.
In 2008 maakte ze bekend geen derde termijn in het Europees Parlement te ambiëren. Op 7 maart 2009 werd ze wel weer op de lijst van GroenLinks gezet voor de Europees Parlementsverkiezingen, deze keer als lijstduwer. Ze werd opgevolgd als lijsttrekker door Judith Sargentini.
Naast haar werk in het Europees Parlement was Buitenweg een belangrijke figuur binnen GroenLinks. Bij de Tweede Kamerverkiezingen 2006 was Buitenweg lijstduwer op de kandidatenlijst van GroenLinks. In 2010 en 2012 werd zij wederom benoemd in deze positie. In 2007 was Buitenweg lid van de commissie Van Ojik die de campagne, de koers en het imago van GroenLinks bij de laatste drie verkiezingen evalueerde. En in 2010 en 2012 was zij voorzitter van de programmacommissie van GroenLinks.
Naast haar politieke werk was Buitenweg betrokken bij het stadsdeel Zeeburg, Amsterdam, de adoptiewijk van de GroenLinksfractie. Ze is voorzitter van het bestuur van Vrijwilligerscentrale Amsterdam, ambassadeur van MYBODY en vicevoorzitter van Stichting Zwerfjongeren Nederland.
In 2017 werd Buitenweg verkozen als lid van de Tweede Kamer. Zij stond als tweede op de kandidatenlijst van GroenLinks. Zij heeft in de Tweede Kamer de portefeuilles justitie, asiel en migratie. Zij is binnen de GroenLinks-fractie vice-fractievoorzitter. Van 29 mei tot en met 2 juni 2019 nam zij deel aan de Bilderbergconferentie 2019 in het Fairmont Le Montreux Palace in het Zwitserse Montreux. In augustus 2020 maakte zij bekend na de Tweede Kamerverkiezingen van 2021 te stoppen als Kamerlid. Op 30 maart 2021 nam zij afscheid van de Tweede Kamer.

## Loopbaan buiten de politiek
In 2009 werd Buitenweg promovenda Europees recht en docent aan de Universiteit van Amsterdam. Op 23 september 2016 verdedigde Buitenweg haar proefschrift "The European Parliament's Quest for Representative Autonomy - an internal perspective" in de aula van de Universiteit van Amsterdam.
Van 1 oktober 2012 tot en met maart 2017 was ze lid van het College voor de Rechten van de Mens en sinds 20 april 2016 is zij voorzitter van de Branchevereniging Maatschappelijke Kinderopvang (BMK).
Daarnaast vervult ze een aantal bestuursfuncties. Tot eind 2016 was zij lid van de Raad van Toezicht van ProDemos. Ze is lid van de Raad van Toezicht van de Montessori Scholengemeenschap Amsterdam en lid van het bestuur van VoteWatch Europe. Eerder was Buitenweg lid van de Commissie Mensenrechten van de Adviesraad Internationale Vraagstukken, voorzitter van het Clara Wichmannproefprocessenfonds, toen dit fonds de rechtszaak won tegen de Nederlandse staat inzake de SGP, en voorzitter van het bestuur van de Toneelmakerij.
Op 29 januari 2021 werd door de ministerraad ingestemd, op voorstel van de minister van Binnenlandse Zaken en Koninkrijksrelaties, om Buitenweg voor te dragen voor benoeming tot staatsraad in de Afdeling advisering van de Raad van State. De benoeming ging in op 1 juni 2021. Daarnaast is zij sinds 30 maart 2021 plaatsvervangend lid van het management board van het Europees Bureau voor de grondrechten en lid van het bestuur van Stichting Parlementaire Geschiedenis.

### Privéleven
Kathalijne Buitenweg is gehuwd met de voormalig GroenLinks-politicus Maarten van Poelgeest. Het echtpaar heeft een dochter en een zoon. Ze is vegetariër. Ze is de zus van acteur Joost Buitenweg.